# 挨拶
挨拶（）とは、出会う際や別れ際など、特定の際に純粋な礼儀やその他の意図をもって行われる形式的な語句や動作のこと。あるいは、式典などで儀礼的に述べる辞をいうこともある。
受け答えを形式化することで、誤解なく意思表示ができるため、日常生活などでの不和を避ける働きを期待できる。他方、極端に形式化された受け答えは、官僚制と同じように冷たさや無関心さを帯びて行く。

## 概説
人間同士が、何らかの目的で顔を合わせる場合、すぐにその目的に関する話題を始めることはまずない。最初に互いの姿を確認した際、言葉や身振り、あるいはその両方で互いに相手の存在を認めたとわかる行動をする（目を合わせ、手を挙げる、「やあ」と言うなど）。さらに接近して話し始める際も、特定の動作や言葉で互いに話し始める。これらの一連の行動が挨拶である。また、本題に入る前に互いに関する情報や天候や前後の無関係なやり取りなどをするのが普通で、これも挨拶に含めることもある。
話題が終わって別れる場合にも一定の決まったやり取りが行われ、これも挨拶である。普通は別れの挨拶の方が短い。動作がともなう場合、出会いの挨拶と同じものが使われることがよくあるが、異なった挨拶も見られる。
さらに、ひとつの状態に入る前や終わった段階で、歓迎の言葉やこれからの心がけなどについて話すことも挨拶と言うことがある。卒業式や入社式などに行う挨拶はこの例である。

## 語義
日本語の「挨拶」は、元々禅宗の用語であった〈一挨一拶〉。修行者が互いの修行の成果を質問し合う事によって悟りや知識見識等の深さ浅さを、確認する行為を指す。そこから民間へと広まり、人と会った時にとりかわす儀礼的な動作や言葉・応対などを言うようになった。なお、江戸時代には裁判や科刑などの問題に疑義があるときに各藩が江戸幕府に問い合わせることを挨拶といった。
中国語では「挨拶」という字は手を木片で挟む拷問を意味するため、「問候」が中国語の挨拶に該当する。

## 社会的な位置づけ
多くの社会で、人間関係を円滑にする上で使用されている。
地方自治体や町内会等で「挨拶運動」が行われている場合もある。

## 挨拶の種類
大別すると、言葉による挨拶と身振りによる挨拶の2種類がある。両方を同時に行う挨拶も存在する。

### 言葉による挨拶
どのような言葉が挨拶に用いられるかは、その文化圏の言語習慣に依存する。文化圏ごとに決まった「挨拶の言葉」の言葉があり、その中でも更に地域、集団、職業、年代などによってそれぞれ異なる挨拶の言葉が存在する。
挨拶の言葉は、TPOに応じて使い分けられる。特に時間によって使い分けられる言葉と、いつでも通用する言葉がある。親しい関係では後者が使われやすい。相手と自分の関係によって敬語表現が用いられる文化もある。また、フランス語のように、「次に会うまでの時間」によって別れの言葉を変える例もある。また、同じ挨拶の言葉でも複数の状況で使えるケースもあり、これもやはり文化ごとに違いがある。
挨拶の言葉は、往々にして天候に言及するものである。多分同じ時間と場所にいる万人に共通して興味のある話題だからであろう。また、それに続くちょっとしたやりとりにも、天候に関するものがよく持ち出され、それも挨拶の一部と見なされる。大村益次郎は村医者であった頃、「暑いですね」に「夏は暑いのが当たり前です」と返すようなやり取りをするので煙たがられたという。
挨拶の言及内容としては、天気についての意見、現在の状況における同情的な意見、子どもやペットを認める言葉、服装や外観について認める言葉、買い物途中なら買い物について、調子を尋ねるなどがある。
外国語教育においては、ほぼ例外なく初期の段階でその国の「挨拶の言葉」を学ぶ。

### 身振りによる挨拶
挨拶には一定の行動をともなうのが普通であり、往々に身体的接触をともなう。しかし、見ず知らずの間での身体的接触を好ましくないとする地域もあり、性別による問題もある。いずれにせよ、その形は文化ごとに異なる。また、同一文化圏であっても、挨拶する両者の関係の違いによっても大きな差がある。代表的なものを挙げる。
- 挙手：手を挙げる。遠くから見つけてもらう。さらに左右に振ることもある。
- 握手：互いに手を握りあう。しばしばそれを揺する。
- ハグ（抱擁）：互いに腕で抱きしめあう。
- 接吻：唇を相手の体に触れさせる。場所によって意味が異なる。顔であれば抱擁の上で行われる。
- お辞儀：離れた位置で、頭を前方下に傾けたり、上半身を前に傾ける。傾け方で敬意の差を示す。
- 拱手:中国での敬礼。胸の前で手を合わせる。
- 顔の接触：額や頬、鼻などを合わせる[5]。
- 警察や軍隊では「敬礼」と呼ばれる特殊な挨拶が存在する。片方の腕の肘から先を真っ直ぐ伸ばした状態で手の部分を顔の高さに上げる動作が一般的であるが、各組織によって肘の角度にそれぞれ異なる規定が存在する例もある。中にはナチス式敬礼（真っ直ぐ伸ばした右手を体前方の斜め上に上げる動作）のように、人々から忌避され処罰の対象となる「挨拶」も存在する。その他にも、特定の集団が身内だけの挨拶の型を持つ例は多い。
- 事情により言葉を話せない者のための“身振りによる言語”「手話」というものもある。当然、この中にも挨拶の動作がある。

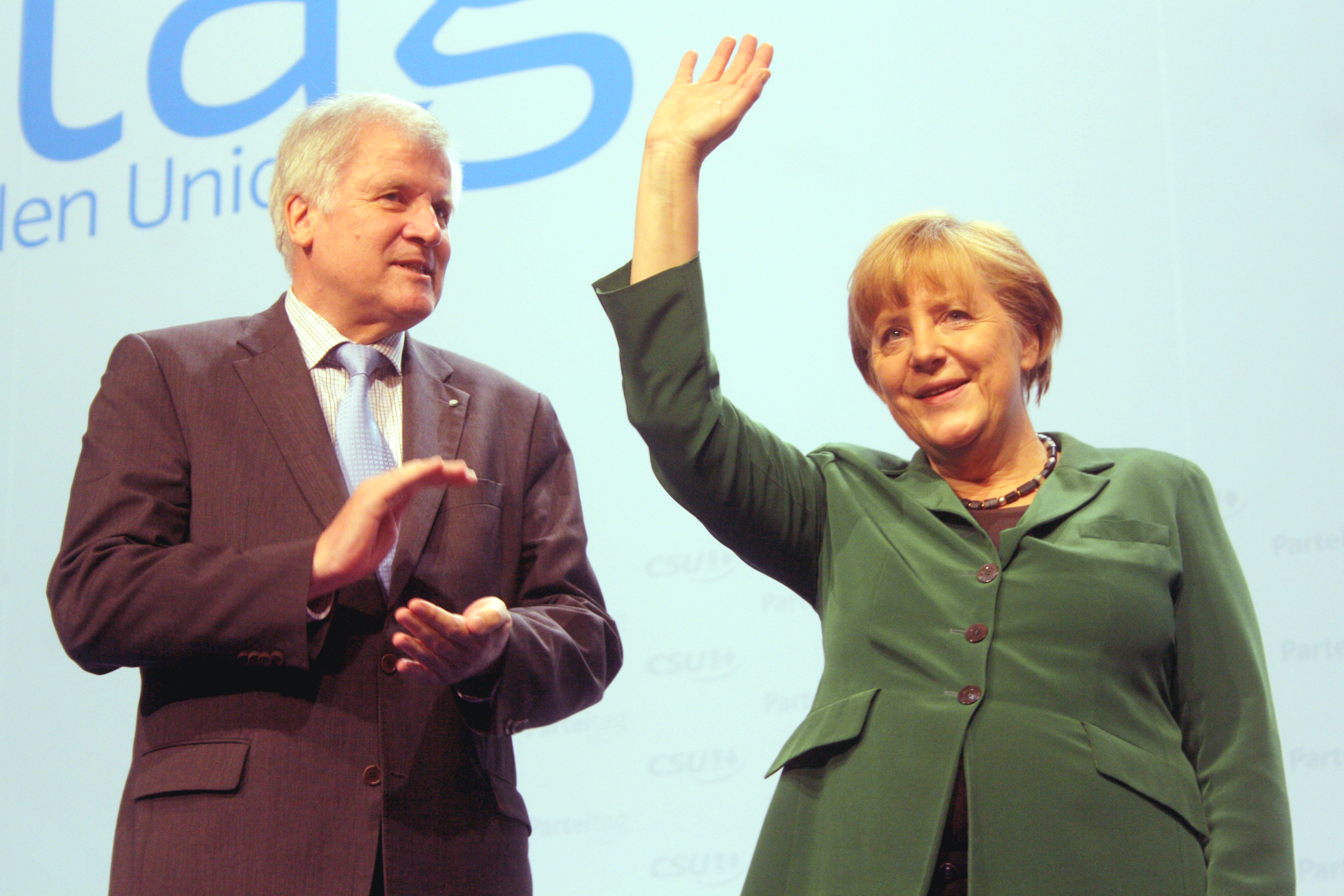
やや離れた場所にいる大勢の人々に挨拶を行う時に用いる、手を挙げ左右に振る挨拶（hand-waving)。ステージ上から客席にいる人々に挨拶するのには、しばしばこの方法が選ばれる。
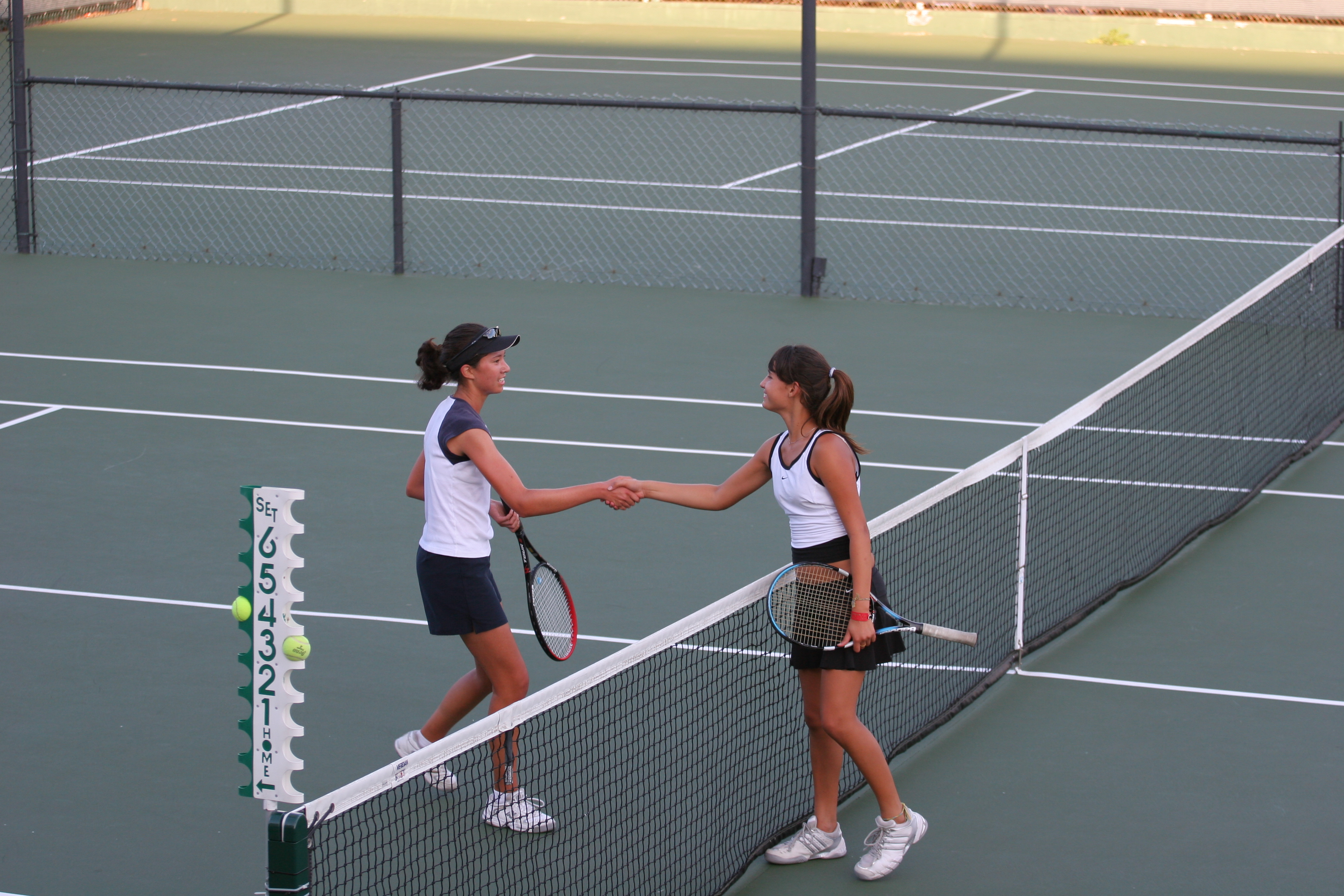
テニスの試合後の握手。
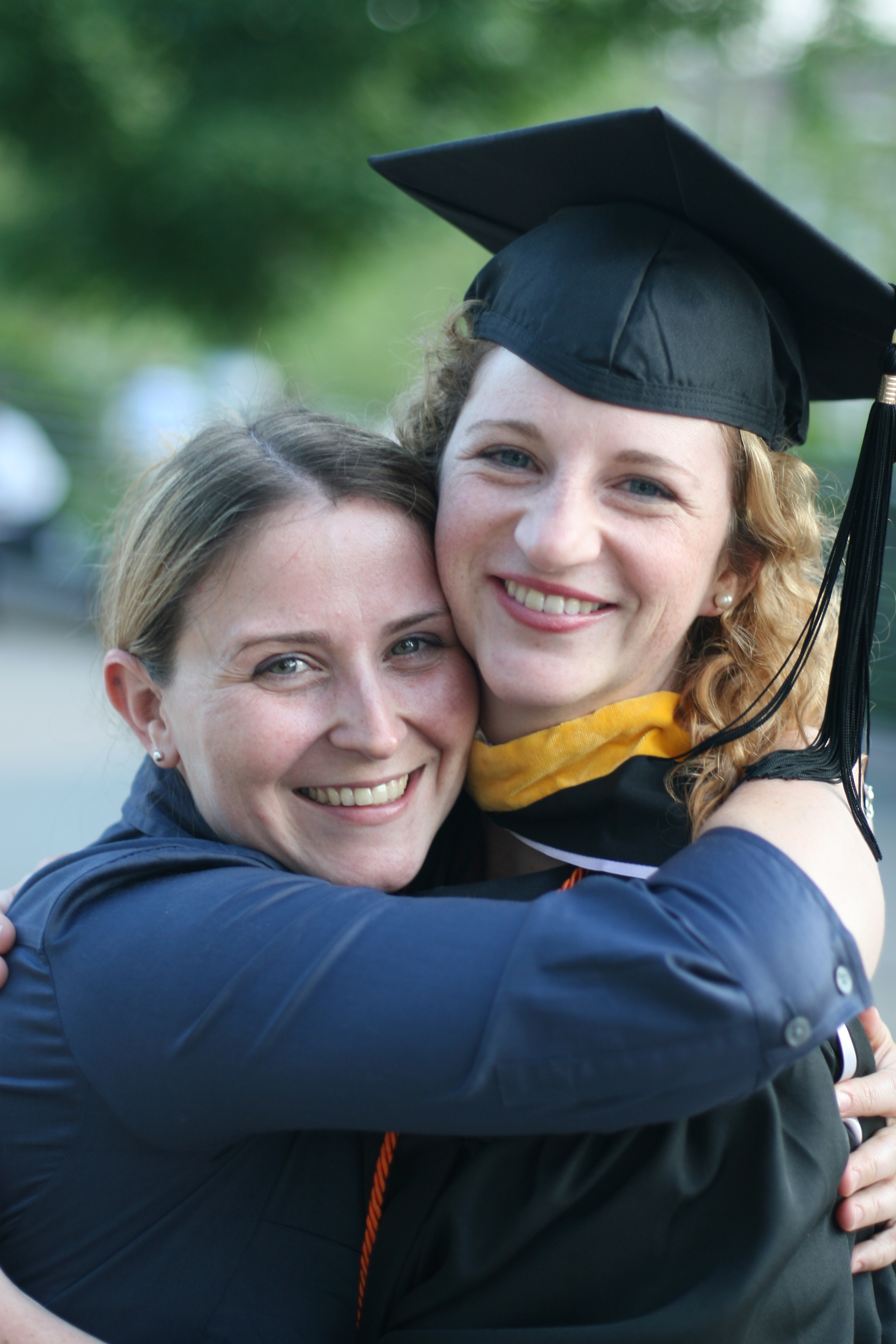
卒業式でハグし合う学生たち
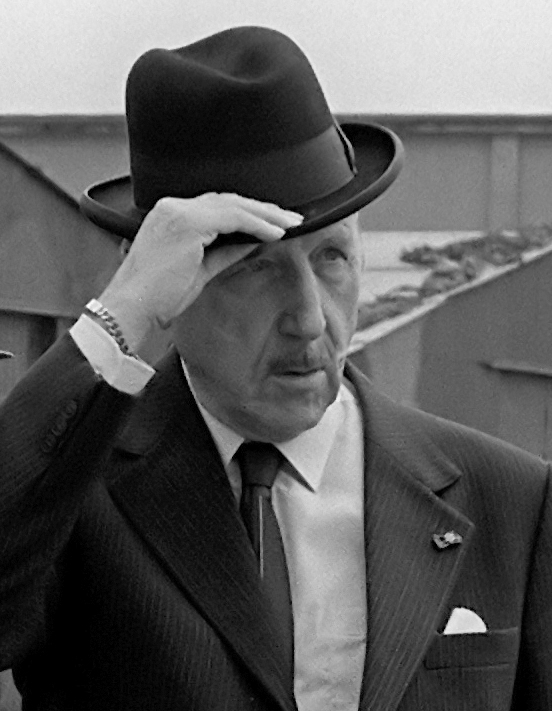
かつてイギリスの紳士などが しばしば行った、シルクハットや山高帽の縁を持ち、少し持ち上げ傾ける挨拶。最近では珍しくなり、やや古風と受け取られる傾向がある。
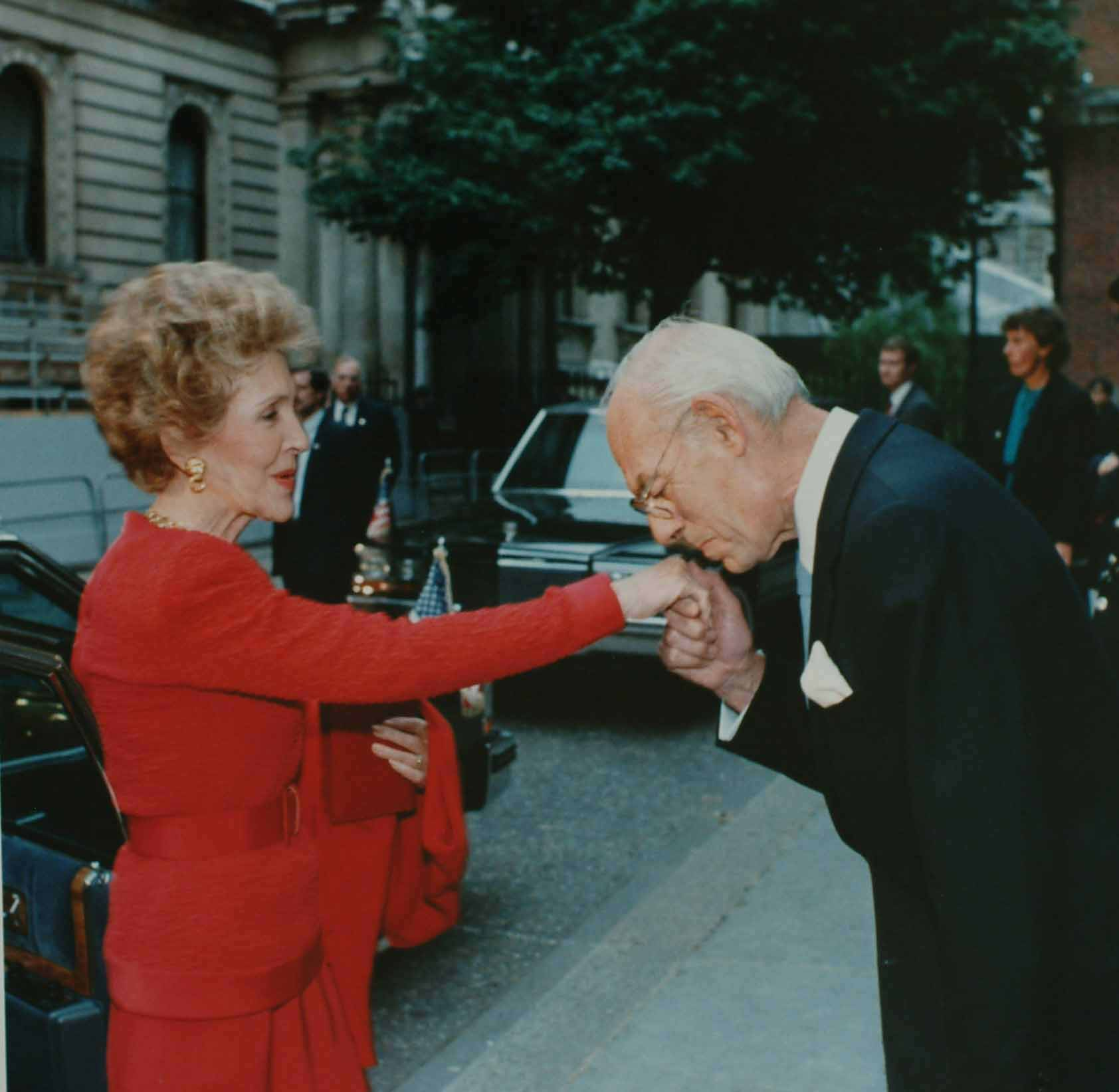
身分の高い人物に対して（へりくだって）行う、手への接吻（hand-kissing）。かつて王に対して臣下が、貴婦人に対して騎士が、教皇に対して人々が、さかんにこうした挨拶をした。ヨーロッパの貴族の伝統や宮廷文化をほうふつとさせ、優雅さを感じさせる挨拶である。現代でも、非常に深い尊敬を表現したり、「うやうやしさ」を表現したり、女性に喜んでもらうために、あえてこの挨拶がされることがある。
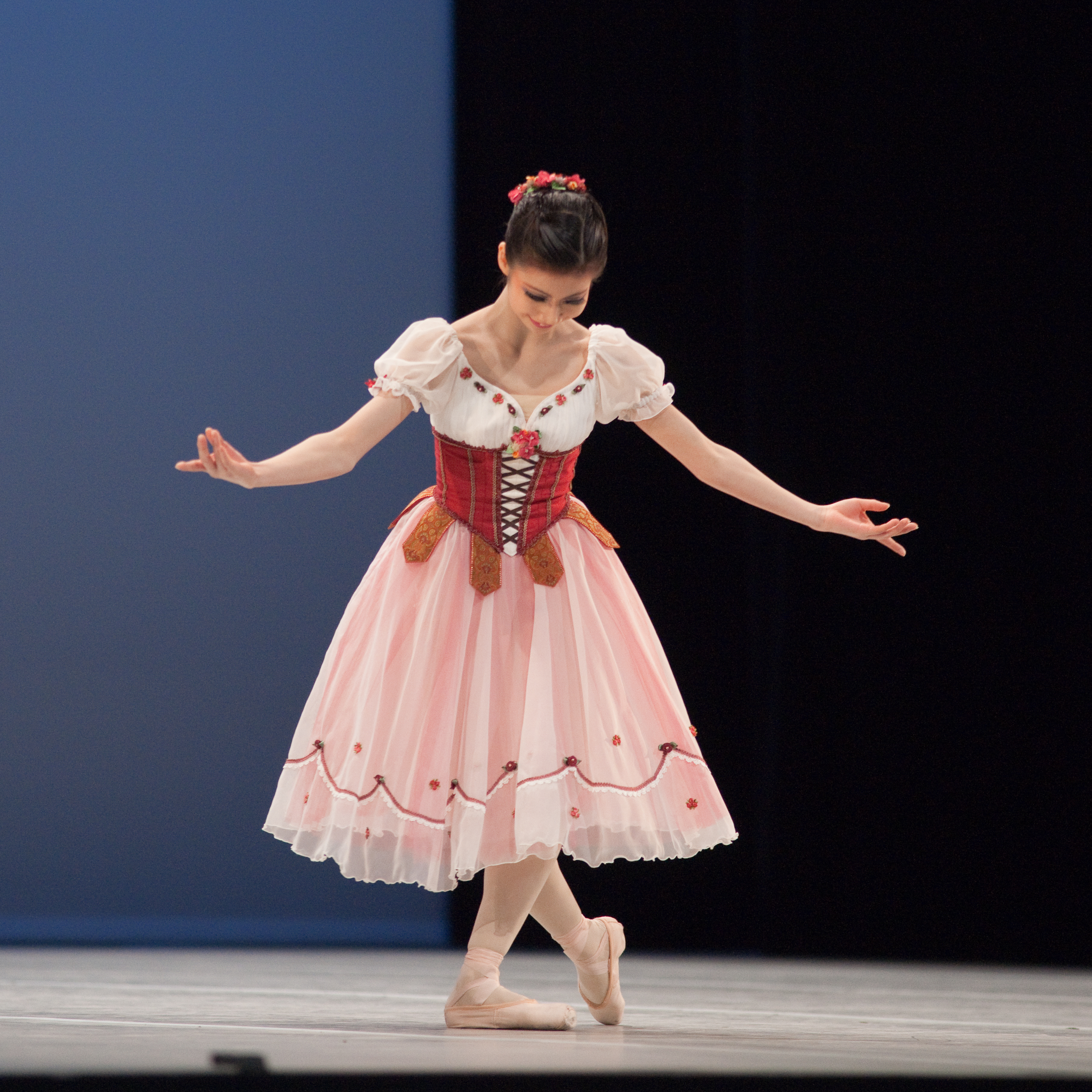
西洋の上流社会やそれに準ずる場などで女性が行うカーテシー（curtsy）という挨拶。片脚を後ろに引き、片脚の膝を少し曲げる。この写真は劇場でバレリーナが観客に対して行ったcurtsy。
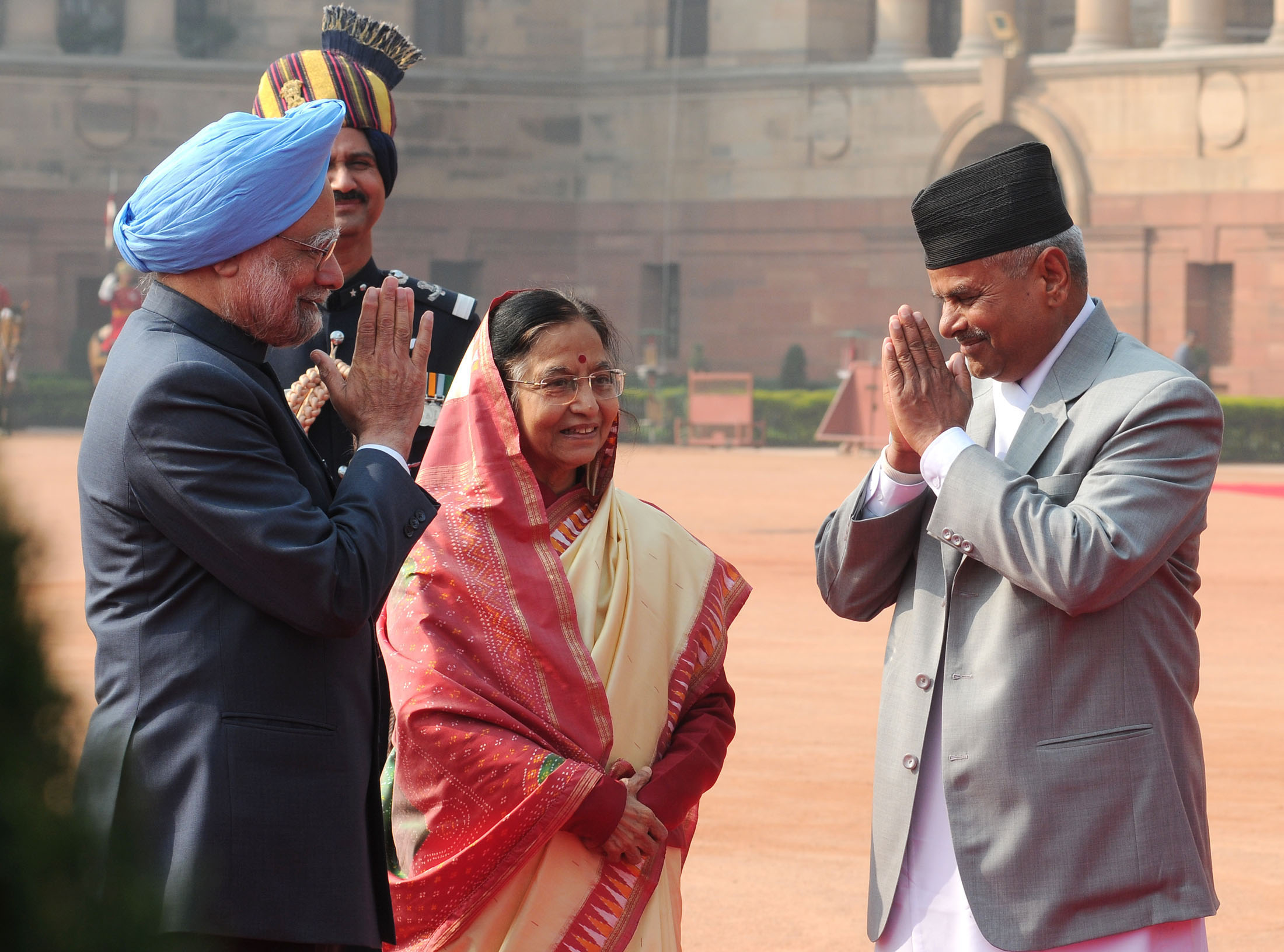
インドやネパールで交わされる挨拶、ナマステ。合掌して「ナマステ」と言う。
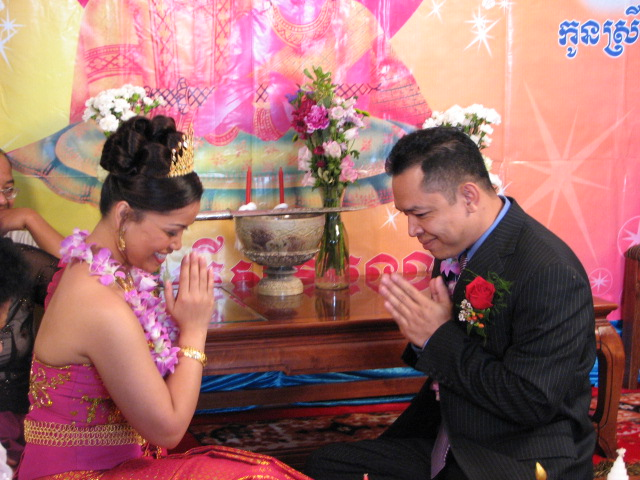
カンボジアのSampeahという、尊敬の念を込めた挨拶方法。互いに合掌し、おじぎをしつつ、「チョムリアップ・スオ」と言う。
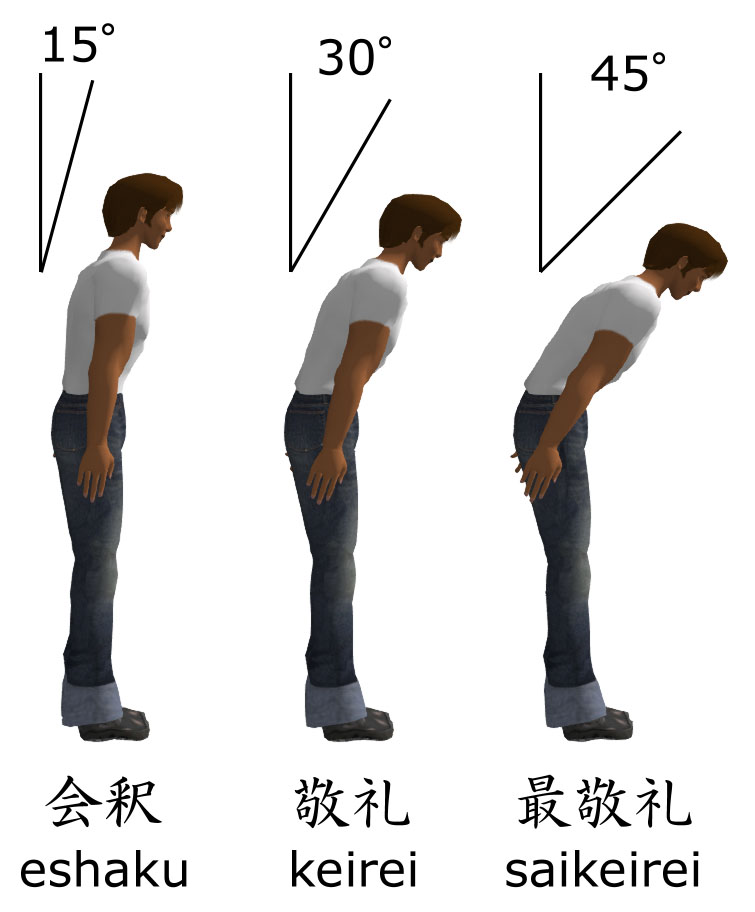
日本のお辞儀の様々な角度とそれぞれの意味合い。
拱手。中国での敬礼。
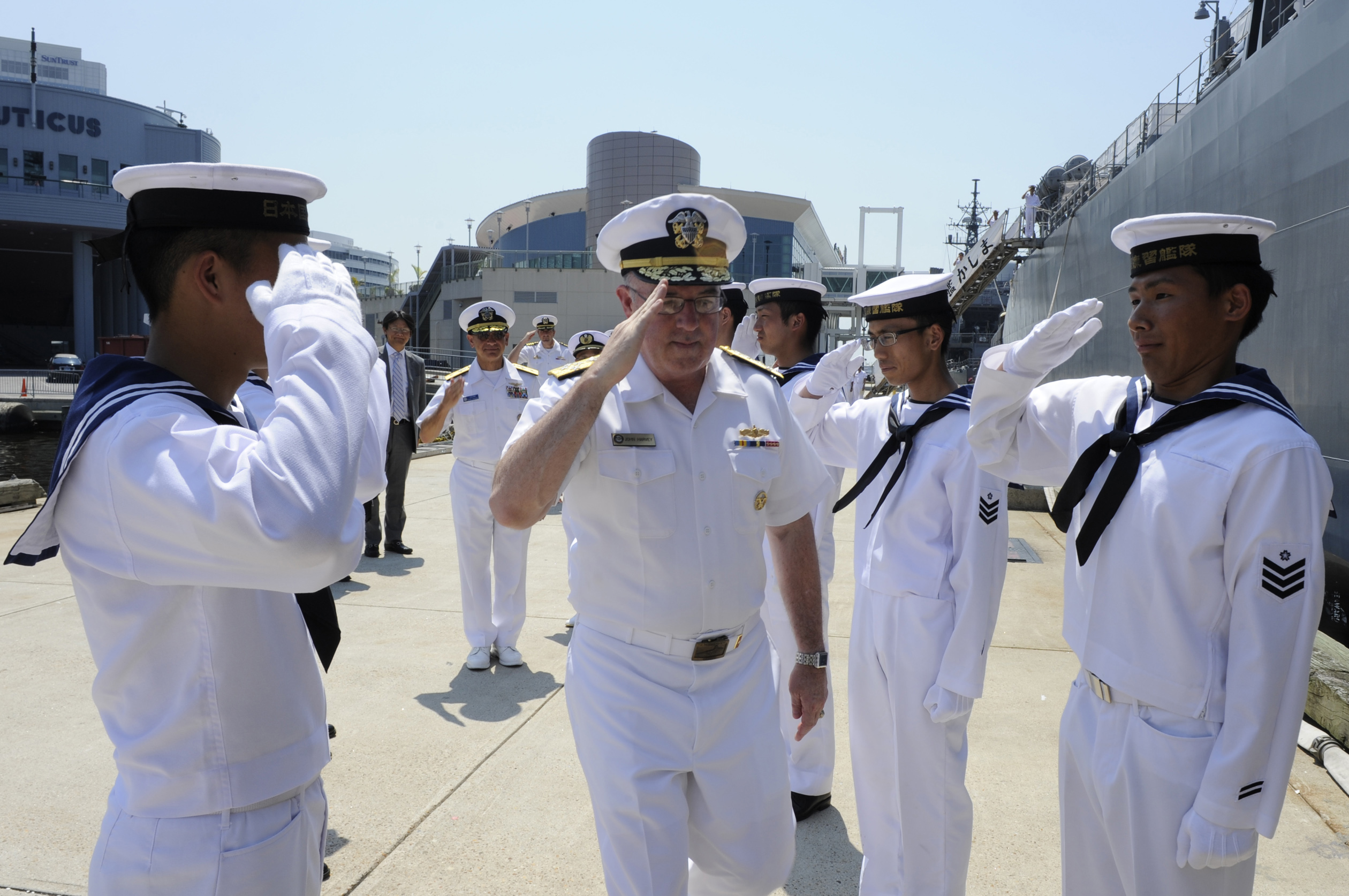
敬礼と答礼を行う、海上自衛隊と米国海軍のメンバーたち。

### それ以外の形
言葉や動作以外に、物品を渡して贈り物をする場合もある。その際にも定型的なやり取りが付随する。

## 文章における挨拶
手紙においても、「挨拶」には独自の作法がある。主に、冒頭や末尾で決まった挨拶を記す。簡潔に済ませるだけの文化もあれば、日本語のようにかなり詳細な体系が出来上がっている文化もある。会話の際の挨拶を使うことも可能であるが、手紙特有の挨拶の語がある例も多い。文章語としての歴史によるものと思われる。
紙製の手紙より手軽にやり取り出来る事を特長とする電子メールにおいては、省略される傾向が強い。
例えば観光地では、町中に横断幕などで観光客への挨拶を提示していることもある（その地方の方言の場合も）。

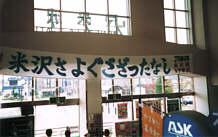
米沢さよぐござったなし
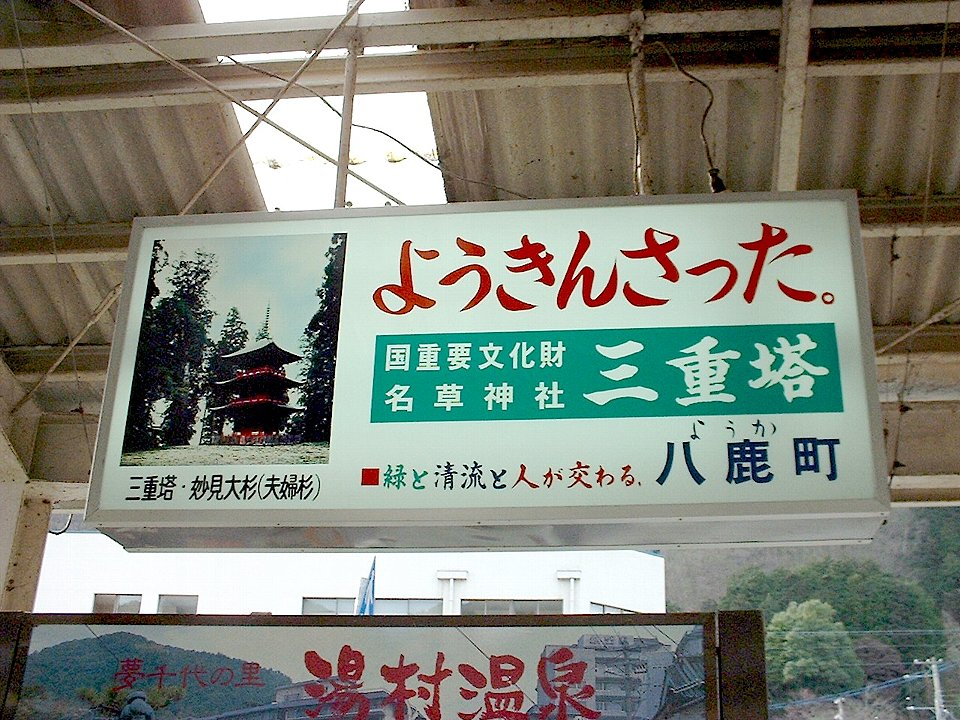
ようきんさった。
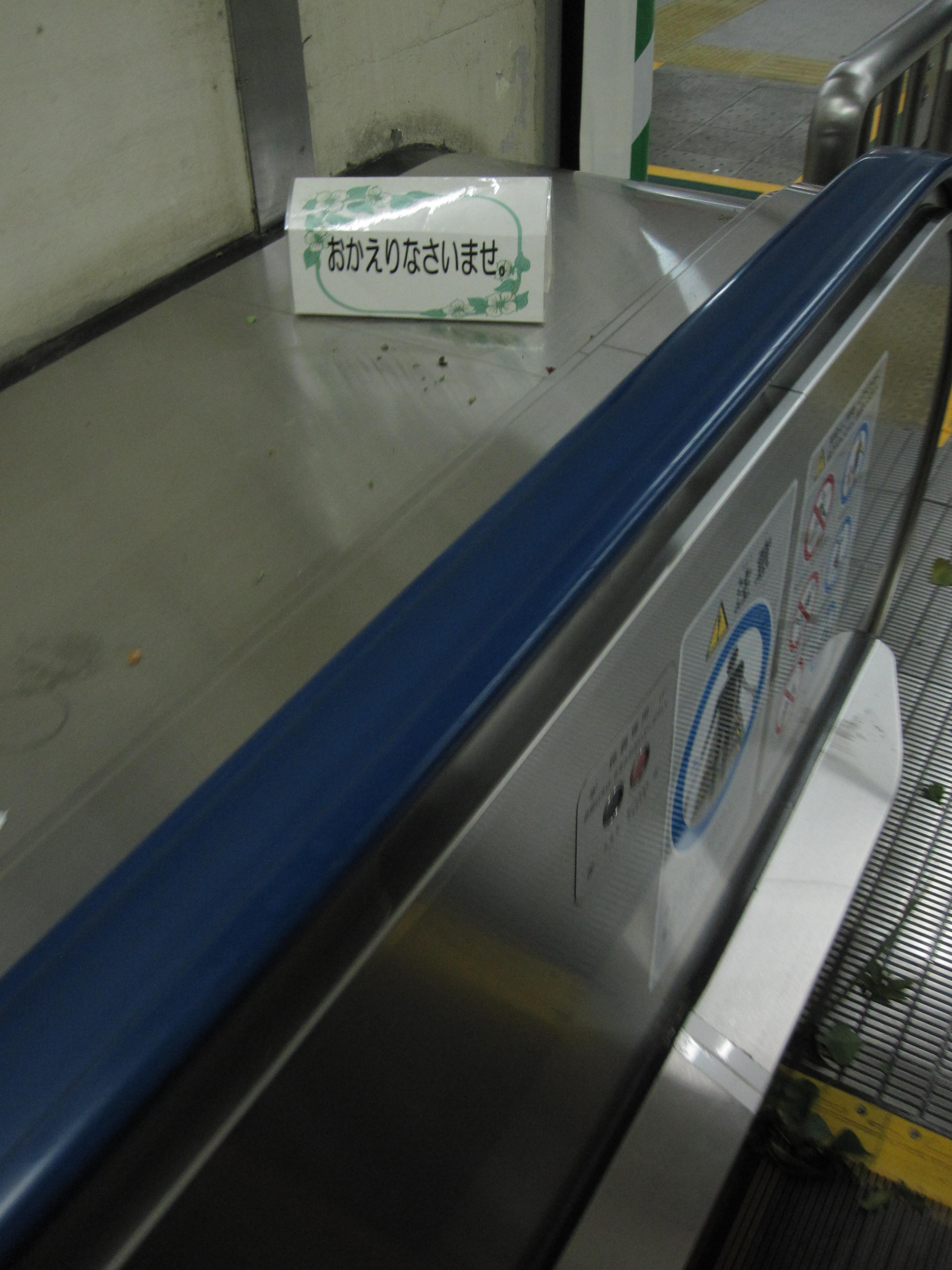
おかえりなさいませ。

## 動物における挨拶
配偶時の雌雄、育児期の親子、あるいは集団生活を営む種など動物が同じ種の仲間と出会う際に、相手の攻撃を避け有効的関係を形成・維持するためにとる行動。種類に応じてさまざまな方法が見られるが、その基本は友好的態度を表すか、攻撃性を隠すかのいずれかである。挨拶行動はいくつかのもとになる行動がしだいに儀式化することによって挨拶としての機能をもつようになり、種社会の中に定着したと考えられている。